# 西武バス練馬営業所

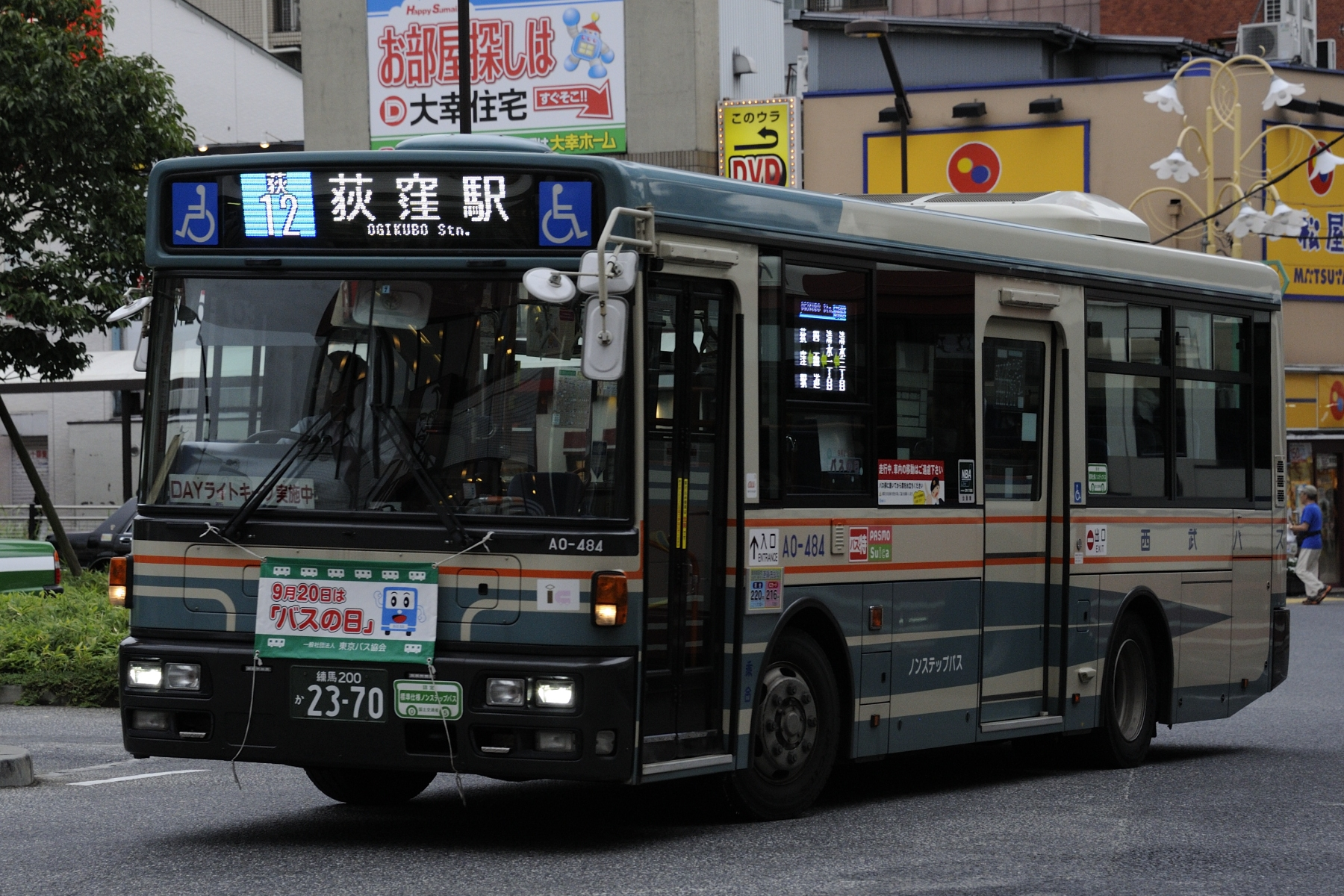
西武バス練馬営業所の車両 (A0-484)

西武バス練馬営業所（せいぶバスねりまえいぎょうしょ）は、東京都練馬区南田中に位置する西武バスの営業所。
練馬区東部と杉並区北西部、都内発着の高速バスを主に担当するほか、観光バス（一部は西武観光バス）が配属されている。また東京都道317号環状六号線（通称：山手通り）を経由して池袋駅 - 新宿駅を結ぶ路線、荻窪駅界隈を発着する路線などが設定されている。
車庫最寄りの停留所は、都営バス練馬支所（練馬車庫）・国際興業バス練馬営業所（練馬北町車庫）との混同を避けるため、「南田中車庫」としている。営業所前には関東バスの停留所があるが、こちらは南田中一丁目である。
2007年3月18日より上石神井・高野台・新座営業所と共にICカードシステム（PASMO・Suica）が一般路線に導入された。

## 沿革

### 都心への路線拡張と営業所の開設
練馬営業所は1951年、大泉営業所（現・上石神井営業所の前身）に続く都区内2番目の西武バス営業所として、練馬区豊玉北（現・練馬区役所の向かい付近）に開設された。
終戦直後の「西武自動車」発足時は、都区内では大泉・関町周辺で営業しているだけだったが、徐々に都心方面へ拡大され、特に都営バス・関東バスとの共同運行によると新直通路線の新設に力が注がれた。このうち練馬営業所が担当した路線は
- 新橋線（1948年開業）：新橋駅 - 新宿駅 - 小滝橋 - 阿佐ヶ谷車庫 - 下井草駅 - 石神井公園駅
- 丸山線（1948年開業）：新橋駅 - 新宿駅 - 小滝橋 - 哲学堂 - 都立家政 - 鷺ノ宮駅
- 大久保線（1950年開業）：東京駅 - 大久保駅 - 新井薬師駅

で、丸山線・大久保線は関東バスを加えた3社共同運行だった。
都心直通路線以外では、1949年から1954年にかけて成増線（成増町 - 練馬駅）、井荻線（荻窪駅 - 井荻駅 - 豊島園）、鷺ノ宮線（鷺ノ宮駅 - 吉祥寺駅）のような、現行路線の基礎となる区間を含んだ路線が開業した。また、社史と当時の自治資料で若干記載内容が異なるが、同じ頃に池袋駅から江原町・中野通りを経由して新井薬師方面に向かう路線を「池袋線」として開業している。1955年には山手通りの開通に伴う路線免許の競願に対して西武に免許が下ったため、中井線（宿20）の運行が開始された。1959年にかけては新宿線（新宿駅 - 豊島園）、成池線（池袋 - 成増町）などが相次いで新設され、新宿・池袋を発着する路線が強化されていく。

### 路線網の強化と営業所の移転
1960年代に入ると練馬区内では宅地化の進行と同時に道路も整備されていき、練馬駅とこれらを結ぶ路線が数多く新設される。北町の都営住宅には北町線（練馬駅 - 練馬北町）が、南部の豊玉・中村地区でも練馬鷺宮線（練馬駅 - 鷺宮二丁目）、練馬循環線（練馬駅 - 豊玉南一丁目循環）が開通、谷原地区には練馬と成増を結ぶ二番目の路線として「谷原線」が運行を開始した。1965年には東京都道318号環状七号線（環七通り）の開通に伴う路線免許の競願に対して、今度は数社に免許が下り、西武は高円寺線の運行を開始した。これについて社史には高円寺駅 - 練馬駅線が開業したとあるが、1969年の路線図によればこの路線は出入庫で、本線は池袋駅 - 高円寺駅となっている。このように新路線の開通が相次ぎ、営業所が手狭になったことから、1968年に営業所を現在の南田中に移転した。移転に伴い、新橋線が大泉営業所に移管されるなど、若干の路線調整があった。

### 一般路線の再編成と高速バス
この時代になると、交通量の増加によってバスは定時運行が出来なくなり、路線の整理も行われるようになった。特に練馬営業所は、他社が営業基盤を持つ地域に後から参入した路線が多かったため、運行が維持できずに路線単位で廃止されたものも少なくない。
都心直通路線は最終的に丸山線と大久保線を担当していたが、前者は1969年、後者は1971年に廃止された。また、1960年代半ばころから1970年代後半にかけて、新宿線、成池線、練馬鷺宮線、練馬循環線、池袋線、高円寺線などの路線が次々に廃止され、西武バスは中野区内に路線をほとんど持たなくなった。井荻線は井荻駅 - 豊島園が短縮され、成増線と北町線は練馬駅西側の踏切渋滞を避けるために豊島園発着となり、さらに北町線は平和台駅が開業したことによって乗客が減少し、1984年に廃止された。この年にはグラントハイツ跡地に光が丘団地が完成したのに伴い、団地と成増・豊島園を結ぶ「光が丘団地線」の運行が開始され、街が成熟するにつれ主力路線となった。
翌年には他社に先駆けて高速バス「東京 - 新潟線」が開業され、想定以上の収益をあげたことから路線網が拡張、練馬営業所はその運行を担うこととなった。1990年代は、都営地下鉄12号線の開通で路線の整理も実施されたが、2000年には都営地下鉄大江戸線に接続する土支田循環線のような新路線も開業している。
2011年5月16日には高野台営業所が統合され、石神井循環線、石神井成増線、石神井荻窪線（上井草経由）が移管された。一方、西武観光バス練馬営業所の機能は高野台営業所跡に移転する。また時期を同じくして、路線バスのLED行先表示器（前面・後面）の系統番号表示が、四角枠内に頭文字と番号が上下均等に表示する書式から、系統番号と行先を縦棒で区切り番号を大きく表示（後面表示器では頭文字を縮小）する書式へ変更された。尚、2015年3月下旬からは、従来のLEDを改造して、新たに路線バス用に開発された「カラーLED」方向表示（前面・側面・後面いずれもカラーLED）車が、上石神井・滝山・新座等と共に出場、運用に入っている 。

## 現行一般路線
路線名称は西武バスでの呼称によった。

### 団地線
- 光31：成増駅南口 - 光丘高校 - 光が丘団地 - 光が丘IMA - 光が丘駅
- 練高01：成増駅南口 - 光丘高校 - 光が丘団地 - 光が丘IMA - （ ← 光が丘駅 ← )- 光が丘三丁目 - 谷原三丁目 - 練馬高野台駅
- 練高02：成増駅南口 - 光丘高校 - 光が丘団地 - 光が丘IMA - ( ← 光が丘駅 ← ) - 光が丘三丁目 - 谷原三丁目 - 練馬高野台駅 - 南田中車庫 （成増駅発のみ深夜バスあり。）

- - 成増駅発のみ地下鉄成増駅に停車

米軍グラントハイツ跡地に建設された光が丘団地の入居開始にあたり、関係者の協議で西武バスが東武東上線に、国際興業バスが営団地下鉄有楽町線に、それぞれ連絡する路線を開設することが決定した。これを受けて1984年4月28日に開通したもので、当初は豊12・13（成増駅 - 光が丘団地 - 豊島園）だったが、開通から2年を経て成増側からの光が丘三丁目までの折返し便として豊12-2が新設された。1987年に大型商業施設「光が丘IMA」が完成すると、光が丘IMAを経由する豊16（成増駅・成増町 - 光が丘IMA - 光が丘三丁目）と谷原二丁目を経て練馬駅に至る練44（→練高01）が新設された。この時点では成増駅南口のロータリーが整備されておらず、整備が完了した1991年4月1日に全便が成増駅南口発着となるまで、朝と夜は成増駅着・営団成増駅発で、日中は川越街道上の成増町が終点だった。
その後、暫定開業した都営地下鉄12号線との並行区間のある豊12が廃止、日本大学医学部付属練馬光が丘病院（現・地域医療振興協会練馬光が丘病院）の開院による豊16の同病院乗り入れ、および団地の南側を経て病院に至る豊17の新設が実施された。1997年12月に都営地下鉄12号線が1997年12月19日に新宿まで延伸すると、地下鉄への接続強化と光が丘三丁目折返場が廃止された（後述）ことにより、1998年4月に豊15を光が丘駅へ乗り入れて光31に。豊17を光が丘駅へ立ち寄るように変更して光32とする事にした。ただし、光32は2012年4月1日に廃止された。
ここまでに開設された系統は、練馬駅発着便を除き、すべて系統番号に「豊」の文字を冠していた。これは、開通当初の本線である豊12の起点、豊島園を示すもので、この記号を支線に相当する系統にも使用していたため。当線における「豊」系統は以下の通り。
- 豊12：成増駅 - 光が丘団地 - 豊島園
- 豊13：南田中車庫 - 光が丘団地 - 成増駅
- 豊14：南田中車庫 - 光が丘三丁目 - 豊島園
- 豊15：成増駅 - 光が丘七丁目 - 光が丘三丁目
- 豊16：成増駅 - 光が丘IMA - 日大練馬光が丘病院（1992年9月15日までは光が丘三丁目発着）
- 豊17：成増駅 - 光が丘七丁目 - 日大練馬光が丘病院

豊12廃止以降は改正を機に、これを他の駅を示す記号で置き換えるようになり、1994年の練馬高野台駅開業による改正、1998年の光が丘駅乗入れ改正を経て、現在「豊」という記号は消滅。光が丘団地への路線はこれ以外にも、吉60が「吉祥寺駅 - 成増町 - 光が丘IMA - 光が丘三丁目」の路線で運行していたが、光が丘三丁目折返場の廃止・および成増を通し利用する乗客の減少により、1998年4月に成増町 - 光が丘三丁目が短縮された。
2012年4月1日のダイヤ改正では、以下の運行内容変更が行われた。これにより光が丘駅 - 西武池袋線の駅の間の連絡強化を図っている。
- 光31を光が丘七丁目・光が丘三丁目経由から光が丘IMA経由へ変更し、経路を短絡。
- 練高02以外の深夜バスを廃止。
- 練高01・02を光が丘七丁目経由から光が丘IMA・光が丘駅・光が丘三丁目経由へ変更。

2020年3月1日、練高01・02・深夜バスの練馬高野台駅・南田中車庫行の経路が変更され、光が丘駅停留所には乗り入れなくなった（成増駅行は従来通り）。
光が丘三丁目折返場について
1984年4月28日の光が丘団地線開業時に、「都営地下鉄12号線が開通するまで」との条件で折返場の土地が練馬区から西武バスに貸し出され、開設されたものである。都営地下鉄12号線は1991年に光が丘 - 練馬が暫定開業したが、この時は地下鉄への乗客の転移は少なく、バスの運行に大きな影響はないと判断され、貸し出しは継続した。1997年12月の新宿延伸開業によって利便性が向上したため、この年の年度末に当たる1998年3月31日を最後に折返場土地は練馬区へ返還されて、折返場は廃止。光が丘三丁目発着路線は廃止・または成増まで短縮された。跡地は現在、「夏の雲公園」の一部になっている。

### 土支田循環線
- 光202（←光20-2）：光が丘駅 → 光が丘公園 → 土支田一丁目 → 土支田八幡前 → 土支田の森公園入口 → 光が丘駅
- 練高03：光が丘駅 - 光が丘七丁目 - 谷原三丁目 - 練馬高野台駅 - 南田中車庫

2002年3月16日に、光が丘と土支田地区の連絡強化を目的に開通した、短距離の循環路線。開業時は日野・リエッセでの運行であった。開業の2ヵ月後には国際興業バスが本数を上乗せする形で参入し、両社の共同運行となったが、本数は西武のほうが多かった。両社とも車両への系統番号表示は行わず「土支田循環」と掲示しているが、現地のバス停やダイヤ改正等での案内では系統番号を併記する。時期は不明だが、系統番号を光20-2から国際興業バスと同じ光202に変更している。2024年3月31日をもって国際興業バスが撤退し、4月1日より本路線は再び西武バス単独運行に切り替わった。
現在は、都市計画道路補助第230号線開業により、そちらを通っている。また、現在は基本大型車で運行がされている。
練高03は2003年12月16日に光20-2（現：光202）の入庫回送を営業運転する形で運行を開始したもので、当初は南田中車庫行きの一方向運行であったが、2012年4月1日のダイヤ改正で南田中車庫発も設定された。ただし、回送での出入庫も設定されているため、営業便数は3往復程度と少数に留まっている。

### 谷原線、千川線
- 練40：南田中車庫 - 八成橋 - 谷原三丁目 - 土支田交番 - 旭町三丁目- 成増町
- 練41：南田中車庫 - 八成橋 - 谷原二丁目 - 練馬中学校 - 練馬区役所入口 - 練馬駅北口
- 練42：練馬駅北口 - 練馬区役所入口 - 練馬中学校 - 谷原二丁目 - 谷原三丁目 - 土支田交番 - 旭町三丁目 - 成増町
- 練43：南田中車庫 - 富士見台駅 - 中村橋駅 - 東電支社前 - 練馬区役所入口 - 練馬駅北口

練馬駅北口ロータリーから千川通りを豊玉北六丁目交差点で、目白通りに右折し、西進。中村橋駅入口付近で清戸道に入り、練馬総合体育館付近（上下で経路が異なる）で目白通りに出て、谷原交差点を右折し土支田交番まで北上。右への旧道を通り、埼玉県和光市白子を掠めて旭町から右に曲がった後、左回りで、川越街道上の終点成増町に至る。埼玉県和光市内の区間も並行する吉60・石11系統、後述の石02系統・国際興業バス石02・石03系統と共に東京都区内特別運賃適用のため220円（国際興業便は230円）で東京都シルバーパスも全線で利用可能。本線は練42で他は全て出入庫。1991年4月の団地線・成増線の成増駅南口ロータリー乗り入れまでは、練42のうち朝の6便が成増駅南口行きで運行されていた。また、1987年4月-1994年12月は日中に限り練42と練44が交互運行されたが、現在は練44が廃止（練馬高野台駅発着の練高01・02に変更）になり、もとの運行になっている。都営地下鉄12号線工事の際は、成増発の練42・44の一部が「練馬駅前通り」止まりとなったが、現在は全便練馬駅北口まで運行される。

練41・練42系統は、練馬駅北口 - 谷原二丁目は練48系統と併走する。また、練馬駅から西方向へ進路をとる他社（関東・京王）の系統とは異なり、上下運行経路ともに目白通り上の「練馬区役所前」停留所は経由していない。西武バス練47系統（詳細後述）は、練馬春日町駅まで国際興業バス（赤01赤羽駅行き、練95練馬北町車庫行）と並走をする。
出入庫専用の系統であった練43系統は、練馬駅付近と南田中車庫間を千川通り経由でストレートに結ぶ。以前は営業便数が少なく、かつランダムな運行で、上りの営業が早朝に偏って最終も早く、下りの便も夕方から深夜に続行するなど、回送便の方が多かった。近年では、西武鉄道池袋線の事故不通時に非常に混雑したり、車庫の存在する南田中地区から駅が遠いので、千川線として1時間に2 - 3本程度の営業便が設定され、一部は専門のダイヤで運行されている便もある。他に、練馬駅北口の起終点の他路線系統への営業便も出入庫便が一部営業される便を増便した。現在は全て回送となった宿20系統の運用後、入庫時に廃止される迄の練45系統として、池袋駅東口から練馬駅に到着後、練43系統として南田中車庫迄営業していた。

### 成増線
- 練47：練馬駅 - 練馬駅前通り - 豊島園 - 練馬春日町駅 - 練馬高校 - 下赤塚駅 - 成増駅南口
  - 成増駅発のみ地下鉄成増駅に停車

練馬駅から田柄地区、下赤塚駅を通り成増駅まで南北に結ぶ。現存する当営業所管内の路線では最古で、1950年10月10日に開通した。池袋駅東口（西武百貨店）から目白通り・練馬駅を経て成増までの直通便（成池線）が存在したが、渋滞の悪化に伴う長距離バス需要の低下によって1960年代に廃止され、1970年代に入ると西武池袋線・豊島線の踏切渋滞を避ける形で豊島園以南が廃止された。これにより、以後の成増線は、豊11-2として朝夕に練馬駅発着便を若干走らせていた時期を除き、長らく豊島園 - 成増間の運行に徹することとなった。
2003年4月1日、西武池袋線・豊島線の高架化により踏切渋滞が解消され、練馬駅北口ロータリーも完成したことにより、同駅周辺の交通状況が大幅に改善された。同時に都営バスの豊島園操車場（練馬自動車営業所の白61系統、池65系統、橋68系統が発着をしていた）を出自とする都有地（※都営大江戸線の駅設置のために、都の所有が続いていた）の豊島園駅ロータリーが廃止されて再び練馬駅への乗入れを行うこととなり、練馬駅 - 豊島園が延伸され、系統番号が練46（練馬駅 - 豊島園 - 南田中車庫）、練47（練馬駅 - 豊島園 - 成増駅）へ変更された。この改正時に練46・47と共に、方向幕ではオレンジ地に白ヌキの文字で記載されるようになり、異なる経路で運行される練42との区別をし、利用客に分かり易いサービス提供を行なった。なお、この改正直前の系統は次の通りであり、これらは豊島園を起終点とする最後の系統であった。豊島園の折返場の跡地にはユナイテッド・シネマとしまえんが建った。
- 豊09：豊島園 - 変電所前（現・東電支社前） - 中村橋駅 - 富士見台駅 - 南田中 - 南田中車庫
- 豊11：豊島園 - 練馬春日町駅 - 練馬高校 - 下赤塚駅 - 成増駅南口
- 豊14：豊島園 - 練馬春日町駅 - 練馬高校 - 光が丘三丁目 - 谷原三丁目 - 八成橋 - 南田中車庫

このうち、豊09と豊14は1984年の光が丘団地線開業と同時に設定された。改正により豊14は延伸で練46に、豊09は練43に統合される形で廃止された。現在、当線の出入庫は練43で行われる。

### 新江線
- 練48-1：新江古田駅 - 桜台駅通り - 練馬駅北口 - 練馬中学校 - 谷原二丁目 - 下屋敷 - 大泉学園駅北口
- 練48：練馬駅北口 - 練馬中学校 - 谷原二丁目 - 下屋敷 - 大泉学園駅北口

2013年4月1日より都営バス新江62系統の大幅減便（4往復となる。うち新江古田駅発着1往復）と同時に、同一ルートの代替路線として新設された。1973年以前、宿62系統（後述→#廃止・移管路線。都営バス練馬支所#(132→)宿62系統、都営バス杉並支所#新江62系統も参照）を都営バスと共同運行しており、当営業所で担当していたので、事実上の一部復活ともいえる。その当時は都営・西武とも系統番号が同じで、共通定期券・回数券の発売も（宿20系統の新宿駅西口 - 目白五丁目・中落合を含め）されていたが、新江62と練48の間では行われなかった。
その後、都営バス新江62系統は2013年10月1日に廃止となり、西武の単独運行路線となったが、廃止分の増発は特に行われなかった。2016年4月1日から練馬駅付近の経路が千川通り経由となり、目白通り上の「練馬区役所」「練馬駅通り」を廃止、千川通り上の「練馬区役所入口」「練馬駅前通り」に代替された。2020年3月1日、区間運行便設定（谷原二丁目 → 大泉学園駅北口線）を含むダイヤ改正が行われた。
2024年4月1日の改正で平日に大泉学園駅 - 練馬駅が3往復、土曜日に新江古田駅 - 大泉学園駅が1往復の運行となり、日曜・休日の運行が無くなった。また区間便（谷原二丁目 → 大泉学園駅北口線）は廃止となった。
新江古田駅 - 桜台駅通り、谷原小学校 - 東大泉二丁目間（三原台一丁目の大泉学園駅方面、下屋敷の練馬駅方面を除く）は、都営バスのバス停ポールをそのまま転用している。

### 井荻線
- 石21：石神井公園駅南口 - 下石神井一丁目 - 八成橋 - 南田中車庫
- 荻11：荻窪駅 - 四面道 - 清水三丁目 - 井荻駅入口 - 八成橋 - 下石神井一丁目 - 石神井公園駅南口（関東バス青梅街道営業所と共同運行）
- 荻12：荻窪駅 - 四面道 - 清水三丁目  -（←井荻駅入口）- 井荻駅（関東バス青梅街道営業所と共同運行）
- 荻12-1：荻窪駅 - 四面道 - 清水三丁目 - 井荻駅入口 -（←井荻駅）- 八成橋 - 南田中車庫 （荻窪駅発のみ深夜バスあり）
- 荻17：荻窪駅 - 四面道 - 清水三丁目 - 井荻駅入口 - 八成橋 - 練馬高野台駅

高速路線の増強により敷地が手狭になったため、石神井公園駅関連の系統は上石神井営業所に移管されたが、荻12だけは練馬営業所が引き続き担当することになった。その後、荻11も2004年1月16日に練馬へ再移管され、それらの出入庫として石21が新設された。
東京都道311号環状八号線（通称：環八通り）・笹目通りの練馬地区延伸開通・立体交差による工事が進み、乗降調査でのデータを検討した結果、2007年7月16日に荻17を新設した。旧早稲田通りの狭隘道路を走行して石神井公園駅に発着するバスとは別に、よりダイレクトに西武池袋線とJR中央線を結ぶバスを走らせてほしい、とのアンケート結果からの新設である。ただ、現時点では初便・終便共に、ラッシュ時ピークの需要とはややかけ離れた時間帯での運行となっている。荻17新設に伴い、荻11と石21は減便され、荻11は概ね1時間あたり1-2本程度の運行に改定されている。また、共同運行の関東バスが石神井公園駅まで顔を出すのは、初便から14時前後までとなっている。
荻12については、西武担当の出入庫を兼ねたもののみ南田中車庫までの運行であったが、2008年5月頃から、車庫の向かいの育英高専跡地にできたグランドメゾン杉並シーズンの開発により乗降客数が増え、増発要請もあったことから、西武が担当する半数以上が南田中車庫発着となった。ただし、井荻駅行きの延長の形であることと関東バスとの共通運行を考慮し、この路線のみ当初は井荻駅（旧・井荻駅降車場）に入る。このため、荻11・17よりも若干遠回りになっていた。2010年3月6日のダイヤ改正で、南田中車庫出入庫便は荻12-1と独立し、また南田中車庫行き入庫便は井荻駅には入らなくなり、井荻駅入口で西武新宿線井荻駅に乗り換えることができる。同改正では、平日のみ南田中車庫行き深夜バスが新設されている。
狭隘区間の見通しの悪い道路地点には、関東バスも併せて車両誘導員が業務にあたっており、円滑な運行や事故防止に貢献している。
石21、荻11、荻12は、基本中型車、荻12-1、荻17は中型車と大型車が入り混じって運行する。

### 中井線

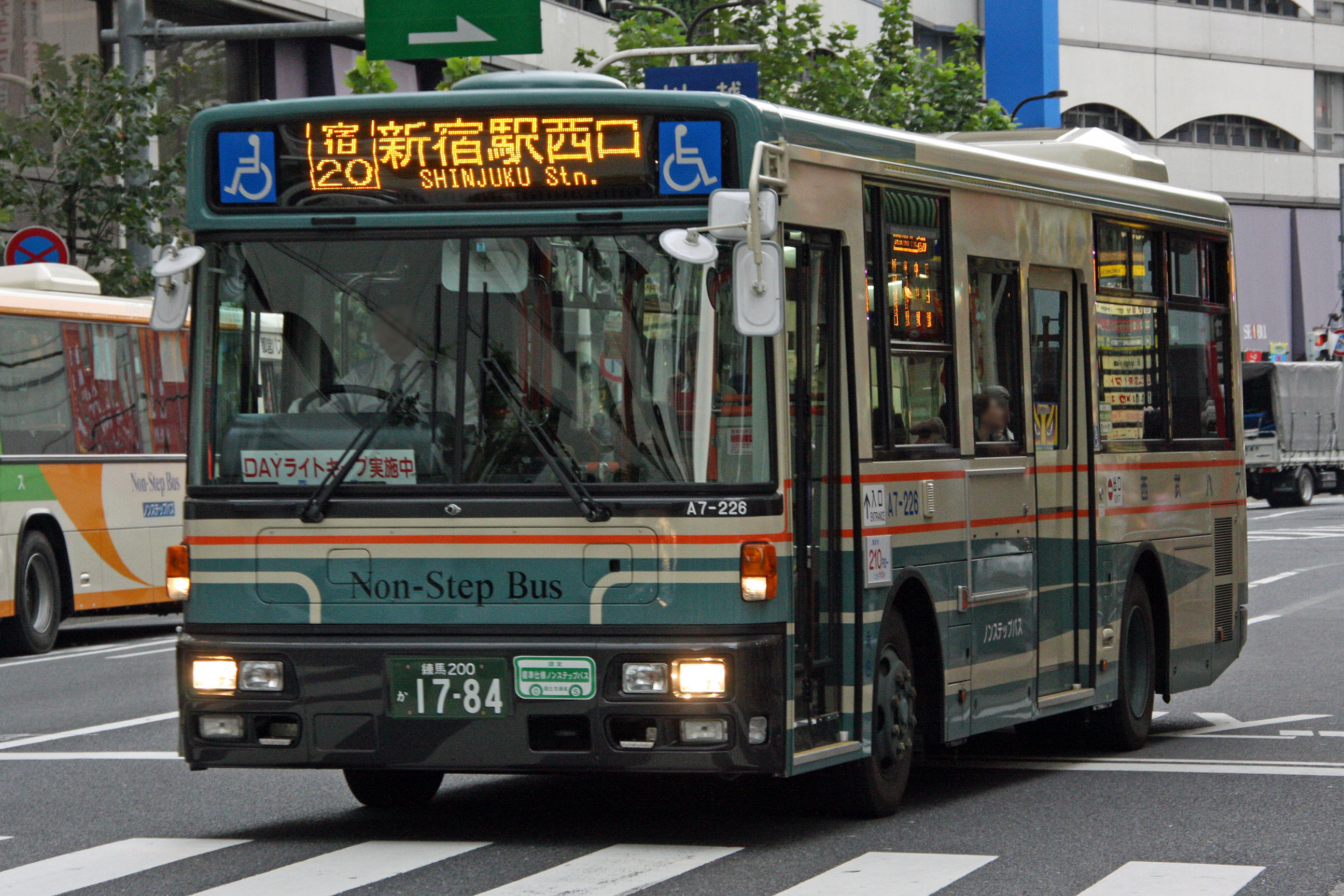
西武百貨店を発車(A7-226)

- 宿20：西武百貨店前（池袋駅東口） - 目白駅 - 目白五丁目 - 中落合 - 中井駅 - 落合 - 東中野駅 - 中野坂上 - 新宿駅西口
- 宿20-2：中落合 → 中井駅 → 落合 → 東中野駅 → 中野坂上 → 新宿駅西口（初便のみ）

西武百貨店前（池袋駅東口）と新宿駅を目白駅・中井駅・東中野駅経由で結ぶ。西武の一般路線において最東端を走るほか、池袋駅・新宿駅両方へ乗り入れる路線は本系統のみである。前述のように、1955年の山手通り開通に伴う路線新設の検討が数社によって行われ、この路線を新設するために必要な免許の競願が実施されたところ、西武に免許が下ったため、中井線として運行が開始された。
当路線では、池袋駅東口の停留所名を「西武百貨店前」とし、副名称として「池袋駅東口」を併記している。2008年2月16日の改正で従来の半数以下まで減便されたほか、練45（練馬駅 - 西武百貨店前）が廃止されたため、23区内を走る西武の一般路線では他路線と接続しない、唯一孤立した路線となった。
かつては、1997年まで中落合 - 新宿駅を併走する都営バス宿62系統（大泉学園駅 - 練馬区役所 - 新宿駅西口間）との共通乗車券取扱いが行っていた。宿62の短縮後、同系統との併走区間である山手通りを南北に走行し、都営地下鉄大江戸線と完全な併走区間に加え、山手通りで行なわれていた首都高中央環状新宿線の工事影響による利用客の逸走は否めず、前述の運行本数減回へとつながった。ただし、2012年9月16日のダイヤ改正で、出入庫路線かつ系統番号無表示だった中落合 - 新宿駅西口の区間便を「宿20-2」として系統番号を与え、同時に東中野駅 - 新宿駅西口折り返し便の宿20-3を新設した。このため、新宿駅西口から東中野駅方面は、事実上終バスを繰り下げた形となっていた。また新宿駅西口発中落合行の最終便は深夜バスとなり、平日だけでなく土曜・休日も運行。しかし、2013年12月16日改正で宿20-3と深夜バスの運行を終了し終車を繰り上げることになった。さらに2021年2月1日のダイヤ改正で、平日ダイヤは運転本数が削減され午前中の2.5往復のみとなった。2025年6月1日のダイヤ改正で、出入庫便の宿20-1（西武百貨店前 - 目白五丁目）が廃止され、宿20も平日朝1往復のみの運行となった。
2020年2月17日 - 2月21日の日中便において、コインレスバスの実証実験が行われた。
中井線は、基本中型車での運行である。

### 石成線
- 石01：石神井公園駅北口 → 和田 →下屋敷 → 東映撮影所 → 比丘尼橋 → 三軒寺 →和田→ 石神井公園駅北口（石神井循環）
- 石02：石神井公園駅北口 - 和田 -（←三軒寺 / 下屋敷・東映撮影所→）- 比丘尼橋 - 土支田一丁目 - 土支田交番 - 旭町三丁目 -（←成増町 / 成増一丁目→）- 成増駅南口（国際興業バス練馬営業所と共同運行）
- 石04：石神井公園駅北口 - 和田 -（←三軒寺 / 下屋敷・東映撮影所→）- 比丘尼橋 - 土支田一丁目

開設から長期間を石神井公園駅南口発着としており、所謂「開かずの踏切」通過を上下線共に余儀なくされていた。現在は、石神井公園駅 - 比丘尼橋 - 成増駅南口間で国際興業バスと共同運行を行っており、時刻表もまとめられているが、かつては同じ系統番号の石02系統も、区間が同じであるため同じ系統番号ではあったが別路線扱いで共通運行ではなく、共通定期乗車券の設定もないなどで、停留所の名称やポールも別で離れていたり、運転間隔もそろえておらず、時刻表もそれぞれ別掲示であり無駄な団子運転の時もあるなどしていた。しかし、近年共通運行とされてからは各々揃えられ、時刻表も同じプリントになり、西武石01、西武石02、国際石02、国際石03、西武石04、国際増16の各系統が運行間隔などが揃えられサービスアップとなった。
2005年の高野台営業所開設時に上石神井から高野台に移管、その後2011年5月16日に練馬に再移管となった。高野台移管と同時に入出庫便の石04が新設された。土支田一丁目 - 営業所は回送されるが、営業所と石神井公園駅北口を回送するものが多い。石02と国際興業の石03は、成増方面行きが石神井庁舎前経由で運行されていたが、2004年11月12日の改正で、西武全便が下屋敷経由に変更、国際興業は改正後も石神井庁舎前経由便を平日朝夕ラッシュ時以外で運行していたが、次第に休日も含めて日中も下屋敷経由便が設定されるなどいくつかの変更を重ね、石神井庁舎前経由便は始発1便のみとなった後、2010年12月1日に廃止された。
国際興業では、石02において深夜バスが運行されている。

石成線は、元々は中型車メインだったが、現在は大型車での運行がメインとなっている。

### 石荻線、上井草循環線
- 石22：石神井公園駅南口 - JA東京あおば - 井草通り - 上井草駅入口（石神井公園駅南口発のみ深夜バスあり）
- 荻13：上井草駅 - 農芸高校 - (→中央大学杉並高校前）- 総合荻窪病院前 - 荻窪警察前 - 八丁 - 四面道 - 荻窪駅
- 荻14：荻窪駅 - 四面道 - 八丁 - 荻窪警察 - 総合荻窪病院前 -  (←中央大学杉並高校前）- 農芸高校 - 上井草駅 - 井草通り - JA東京あおば - 石神井公園駅南口（荻窪駅発のみ深夜バスあり）
- 荻16：荻窪駅 - 四面道 - 八丁 - 法務局杉並出張所 - 総合荻窪病院前 - (←中央大学杉並高校前）- 農芸高校 - 上井草駅
- 荻18：荻窪駅 - 四面道 - 八丁 - 法務局杉並出張所 - 総合荻窪病院前 -（←中央大学杉並高校前）- 農芸高校 -（←上井草スポーツセンター）- 上井草保健センター

荻窪駅から上井草駅経由で石神井公園駅へ向かう。荻15と共に中央大学杉並高校、農芸高校、井草高校への通学輸送、荻16・荻18は法務局杉並出張所通勤輸送を担う。荻窪駅 - JA東京あおば間は上石神井営業所の荻15と一部で重複するが、荻15が法務局杉並出張所経由なのに対し、こちらは荻16・荻18を除いて荻窪警察を経由する。 
荻14系統が開設されてから1996年頃までは練馬営業所所管だったが、上石神井営業所所管を経て2005年10月16日に高野台営業所へ移管された。2011年5月16日に練馬営業所に復帰した。上石神井時代は出入庫として石神井公園駅から西武車庫までの直通便が営業（または回送）していたが、高野台移管に伴い廃止され、代わりに区間便である石22と荻13（2代目）が新設された。荻13（2代目）は朝の荻窪方面のみ運行していたが、その後往復運行となり（3代目）、2009年9月1日には上井草駅行き深夜バスが新設された。この深夜バスは2013年4月1日より石神井公園駅まで延長となった。石22は井草通りから回送として、新青梅街道から千川通りを通って車庫に向かっていたが、2014年10月16日より上井草駅入口まで延長となり、ここから回送として千川通りを通って車庫に向かうようになった。また、この日より上井草駅入口行き深夜バスが新設された。
荻18は荻窪駅から上井草駅の南側を循環運行する路線で、2011年4月1日に新設された。なお、荻18の出入庫は一部荻窪駅まで回送もしくは荻12-1で行われる。
石22、荻13、荻14は大型車、荻16、荻18は中型車で運用される。

## 現行高速路線

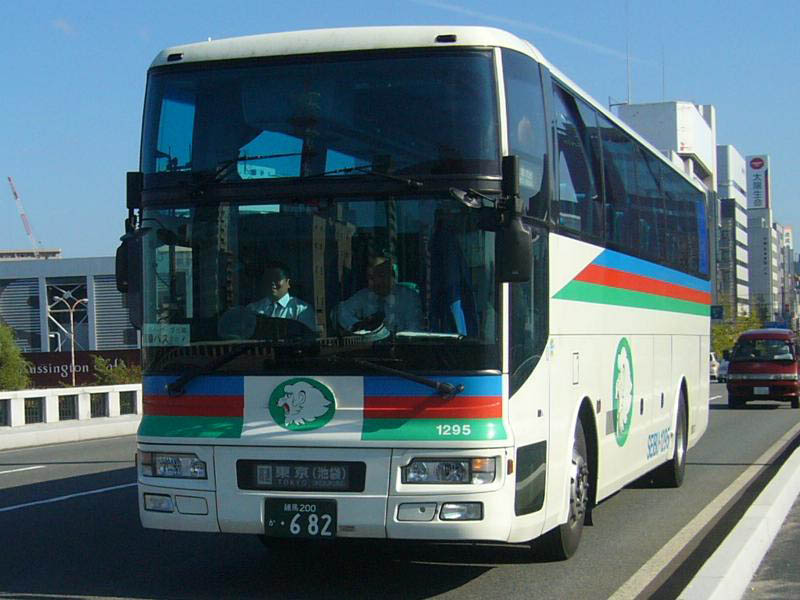
高速車両（新潟線）(1295)

練馬が担当する高速路線は以下の各線である。単独記事がある路線については、ここでは詳述しない。他営業所に移管した千曲線、びわこドリーム号、鳥羽線・南紀勝浦線については各記事を参照。
- 長岡・新潟線：バスタ新宿 - 池袋駅東口 --- （関越道） - 湯沢 - 三条燕 - 新潟駅前 - 万代シテイバスセンター - 佐渡汽船ターミナル ※越後交通・新潟交通と共同運行
- 上越線：バスタ新宿 - 池袋駅東口 --- （関越道・北陸道） - 柏崎駅前 - 高田駅前 - 直江津駅前 ※越後交通・頸城自動車と共同運行
- 軽井沢・草津線：（たまプラーザ駅 / ）二子玉川ライズ・楽天クリムゾンハウス - 渋谷駅（マークシティ） --- （関越道・上信越道） - 軽井沢駅前 - 東急ハーヴェストクラブ旧軽井沢（ - 北軽井沢 - 草津温泉バスターミナル - 草津温泉ホテル櫻井） ※京王バス・東急トランセ・上田バスと共同運行
西武バスは二子玉川ライズ・楽天クリムゾンハウス - 東急ハーヴェストクラブ旧軽井沢のみ運行の便を担当する。
- 富山・高岡・氷見線：バスタ新宿 - 池袋駅東口 --- （関越道・上信越道・北陸道） - 総曲輪 - 富山駅前 - 砺波駅南 - 高岡駅前 - 氷見 ※富山地方鉄道と共同運行
北陸の都市間高速バスの草分け的存在として、池袋 - 富山間を結ぶ富山線が西武・富山地鉄の2社で1987年に運行を開始した。昼行便と夜行便が設定され、使用車両は両社ともスーパーハイデッカー、ハイデッカーの独立3列シート車（日産ディーゼル）が使用されてきた。ただし、続行便については4列シート車が使用される場合があった。
2017年5月15日、富山線と西武・加越能が運行してきた高岡氷見線が統合され、富山・高岡・氷見線として運行を開始した[10]。

- 2023年8月1日、ダイヤ改正と同時に加越能バスの運行が終了。
- 吉祥寺TDR線： 吉祥寺駅 - 東京ディズニーランド・東京ディズニーシー※関東バス・京成バス・京成トランジットバスと共同運行

## 空港連絡路線
- 羽田空港線：石神井公園駅北口 - 和光市駅南口 - 羽田空港 ※東京空港交通と共同運行

## 廃止・移管路線
停留所名称は、廃止当時の名称とする。

### 丸山線
- 110：石神井公園駅 - 下井草駅 - 阿佐ヶ谷車庫前 - お伊勢の森 - 野方警察署 - 小滝橋車庫 - 高田馬場駅 - 馬場下町 - 飯田橋駅 - 水道橋駅 - 神保町 - 東京駅丸の内北口（都営バス小滝橋営業所・関東バス阿佐谷営業所と共同運行）

関東乗合自動車（現・関東バス）の新宿線をベースに、1948年（昭和23年）に都営と関東の2社局共同で開設。直後に西武自動車が参入した。都電第3次撤去と同時の1968年（昭和43年）9月28日限りで都営と西武が撤退。関東バスは小滝橋と東京駅の間を廃止して新宿行きに変更した。

### 新橋線
- 112：鷺ノ宮駅 - 丸山営業所 - 哲学堂前 - 小滝橋車庫 - 大久保駅 - 新宿駅 - 四ツ谷駅 - 赤坂見附 - 溜池 - 新橋駅（都営バス練馬営業所、関東バス丸山営業所と共同運行）

1948年（昭和23年）10月1日付で都営・関東乗合との3社局共同運行として開設。新橋と新宿の間は都営バスの橋78系統、新宿と丸山の間は関東バスの椎名町線と同じルートを取った。東京都交通局第1次再建計画により都電第4次撤去と同時に廃止される予定だったが調整が遅れ、20日後の1969年（昭和44年）11月15日限りで全社が撤退し廃止。

### 大久保線
- 121：江古田二丁目(丸山) - 新井薬師駅 - 東中野駅 - 大久保駅 - 余丁町 - 東京女子医大 - 市ヶ谷自衛隊前 - 市ケ谷駅 - 九段下 - 淡路町 - 東京駅丸の内北口（都営バス練馬営業所→小滝橋営業所・関東バス丸山営業所と共同運行）

1950年（昭和25年）、都営・関東乗合との3社局共同運行で開設。都電第6次撤去と同時の1971年（昭和46年）3月17日限りで関東バスと西武が撤退して都営単独の24系統（東京駅 - 大久保駅）に変更となった。

### 谷原線
- 練41（初代）：練馬駅 - 貫井町 - 谷原町二丁目 - 成増町
- 練42：練馬駅 → 中村橋駅入口 → 高松二丁目 → 谷原町二丁目 → 光が丘南入口 → 駐在所前 → 成増駅南口

早朝時間帯のみ運行していた成増駅南口乗り入れ便。練馬駅発の片道のみ運行していたが、1991年に運行を終えている。
- 練42-1：成増町 → 土支田交番 → 光が丘南入口 → 谷原二丁目 → 高松二丁目 → 中村橋駅入口 → 練馬駅前通り

2003年4月1日の練馬駅北口ロータリー完成によって必要性がなくなり、廃止された。
- 練44：練馬駅 - 中村橋駅入口 - 高松二丁目 - 谷原二丁目 - 光が丘南入口 - 光が丘団地 - 営団成増駅 - 成増駅
- 練44-1：成増駅南口 → 光が丘団地 → 光が丘南入口 → 谷原二丁目 → 高松二丁目 → 中村橋駅入口 → 練馬駅前通り

1987年の光が丘IMA完成によって、日中の練42の半数を置き換える形で新設された。当初は成増町発着だったが、成増駅南口ロータリー完成によって乗り入れを開始した。現在は練馬高野台駅発着の練高01・02へ変更。

### 成増線（一部系統の廃止）
- 豊11：豊島園 - 練馬春日町駅 - 練馬高校 - 下赤塚駅 - 成増駅

2003年4月1日の練馬駅北口ロータリー完成によって、練47へ代替廃止された。
- 練46：練馬駅北口 - 豊島園 - 練馬春日町駅 - 練馬高校 - 光が丘三丁目 - 光が丘南入口 - 谷原三丁目 - 長光寺橋 - 南田中車庫

2003年4月1日の練馬駅北口ロータリー完成によって、豊14を練馬駅へ延伸して新設した。練47の出入庫路線だが、現在は千川線練43系統によって行うため設定されていない。
- 豊09：豊島園 - 中村橋駅 - 富士見台駅 - 南田中車庫

1984年の光が丘団地線開業と同時に新設された。2003年4月1日の練馬駅北口ロータリー完成によって、練43へ統合廃止された。

### 成池線
- 練45：練馬駅北口 - 新江古田駅 - 落合南長崎駅 - 目白五丁目 - 目白駅 - 西武百貨店（池袋駅東口）

元は成増線と一体で池袋と成増の間を結んでいたが、1970年代に廃止となった後、練馬と池袋の間が中井線の出入庫路線として存続。しかし2008年（平成20年）2月15日限りで廃止された。最末期は練馬発が7時、池袋発が20時過ぎにそれぞれ1便運行するだけだった。

### 新宿線
- （132→）宿62：新宿駅西口 - 中野坂上 - 東中野駅 - 中井駅 - 西落合三丁目 - 江原町二丁目 - 豊玉北二丁目 - 桜台駅前通り - 練馬駅前通り - 練馬区役所 - 中村橋駅入口 - 谷原町二丁目 - 北田中 - 東映撮影所 - 大泉学園駅（都営バス練馬営業所と共同運行）
- （132→）宿62：谷原町二丁目 → 中村橋駅入口 → 練馬区役所 → 練馬駅前通り → 桜台駅通り → 豊玉北二丁目 → 江原町二丁目 → 西落合三丁目 → 中井駅 → 東中野駅 → 中野坂上 → 新宿駅西口

東京都交通局（都営バス）との共同運行により1959年（昭和34年）3月1日付で開設。1973年（昭和48年）6月10日限りで西武がいったん撤退、都営の単独運行となる。1997年の都営地下鉄12号線の新宿延伸開業時に新江62（新江古田駅 - 練馬駅 - 大泉学園駅）へ短縮され、2009年（平成21年）にはとバス委託となった。2013年（平成25年）に知事猪瀬直樹の下で断行された路線再編成により都営が撤退することになって西武が再参入、現在の新江線が誕生した。

### 大泉学園駅-石神井公園駅-新橋駅線
- 108：大泉学園駅 - 東映撮影所入口 - 石神井公園駅 - 谷原町 - 練馬中学校 - 練馬区役所前 - 西落合三丁目 - 目白駅 - 高田一丁目 - 護国寺 - 江戸川橋 - 矢来町 - 市ケ谷駅 - 四ツ谷駅西口 - 赤坂見附 - 虎ノ門 - 内幸町 - 新橋駅

- 108：谷原町→石神井公園駅→東映撮影所入口→大泉学園駅→東映撮影所入口→北田中→谷原町 - 練馬中学校 - 練馬区役所 - 西落合三丁目 - 目白駅 - 高田一丁目 - 護国寺 - 江戸川橋 - 矢来町 - 市ケ谷駅 - 四ツ谷駅西口 - 赤坂見附 - 虎ノ門 - 内幸町 - 新橋駅

都営バス練馬営業所と相互乗り入れ．石神井公園駅～新橋駅前で営業開始され、しばらく後に石神井公園駅前から大泉学園駅前が延長された路線である。終盤に上りは経路の一方通行の指定のために石神井公園駅は通れず、（132→）宿62(大泉学園駅前～新宿駅西口）と同じ北田中の通過経路に変更．当系統は朝晩の混雑時に一時間に1～2本、日中は一時間に一本程度しか運行されていなかった。都営が折り返し系統として8→橋68として豊島園～新橋駅前を設定の後に廃止とされた。

### 新江線（一部系統の廃止）
- 練48：谷原二丁目 → 下屋敷 → 大泉学園駅北口

2016年4月1日に廃止された。2020年3月1日改正で復活したが、2024年4月1日改正で再度廃止。

### 井荻線（一部系統の廃止）
- （系統番号なし）：新宿駅西口 - 中野坂上 - 東高円寺 - 新高円寺駅 - 南阿佐ケ谷駅 - 荻窪駅 - 井荻駅（関東バス青梅街道営業所と共同運行）

都電杉並線の廃止代替として1964年（昭和39年）に新設。関東バスと共同運行を行った。しかし路線の大半が営団地下鉄（現・東京メトロ）丸ノ内線および都営バスの300系統と完全並行だったため乗客が伸びず、1969年（昭和44年）12月15日限りで両社とも撤退し廃止された。
- 荻12：荻窪駅 → 四面道 → 清水二丁目 → 下井草五丁目 → 井荻駅 → 八成橋 → 南田中車庫

荻窪駅からの入庫便で、一度井荻駅を経由してからUターンして南田中車庫へ向かっていた。2010年3月6日のダイヤ改正で、荻窪駅からの入庫便は現在の井荻駅入口から直接井荻陸橋を越えるように経路変更を実施したため、廃止された。
- 井荻11：井荻駅 - 八成橋 - 南田中車庫

全便を荻窪駅発着へ変更し、荻12-1へ変更した。
- 石12（初代）：石神井公園駅 - 八成橋 - 南田中車庫

荻11の上石神井移管時に必要性がなくなり廃止された。2004年1月16日に再移管されると、石21として復活した。

### 北町線
- 豊10：豊島園 - 中の宮 - 田柄 - 練馬北町

1970年代までは練馬駅起点で、1983年（昭和58年）7月25日の営団地下鉄有楽町線開業によって乗客が減少、国際興業に類似系統があったこともあり翌年に廃止された。中の宮とは現在の練馬春日町駅である。中の宮～練馬北町は、まだ環八通りは全く工事前で存在せず､ 富士街道を走行。

### 団地線（一部系統の廃止）
- 豊12：豊島園 - 光が丘団地 - 成増駅

1991年の都営地下鉄12号線暫定開業によって廃止された。
- 豊13：南田中車庫 - 光が丘団地 -（←営団成増駅）- 成増駅
- 豊14：南田中車庫 - 光が丘三丁目 - 練馬高校 - 練馬春日町駅 - 豊島園

1984年の光が丘団地線開業と同時に新設された。2003年4月1日の練馬駅北口ロータリー完成によって、練46へ統合廃止された。
- 豊15：成増駅 - 光丘高校 - 光が丘七丁目 - 光が丘三丁目

1998年4月1日の光が丘三丁目折返場廃止により、光31に代替廃止された。
- 豊16（初代）：成増駅 - 光丘高校 - 光が丘IMA - 光が丘三丁目
- 豊16（2代）：成増駅 - 光丘高校 - 光が丘IMA - 日大練馬光が丘病院
- 豊17：成増駅 - 光丘高校 - 光が丘七丁目 - 日大練馬光が丘病院

- 光32：成増駅南口 - 光丘高校 - 光が丘団地 - 光が丘七丁目 - 光が丘三丁目 - 光が丘駅 - 日大練馬光が丘病院

2012年4月1日に廃止された。

### 石荻線（一部系統の廃止）
- 石13（初代）：石神井公園駅 - JA東京あおば - 上井草駅入口

荻14の石神井公園方の出入庫路線で、上石神井への移管により一度廃止されたのち、現在は石22として運行している（前述）。

### 高松循環線
- 光20-1：光が丘駅 → 田柄五丁目 → 田柄三丁目 → 高松小学校北 → 第一ホテル光が丘東門 → 光が丘駅（高松循環）

2002年3月16日に光20-2（土支田循環）と同時に新設された、光が丘駅の東､南側を豊島園通り､富士街道経由で(笹目通りへは出ず、一つ東側の通りを走行する)時計回りに廻る循環路線。2004年9月1日に廃止された。

### 光が丘和光線
- 光30：光が丘駅 - 光が丘IMA -（←土支田地蔵）- 別荘橋 - 北大泉 - 司法研修所 - 広沢 - 丸山台 - 和光市駅南口

2013年（平成25年）5月16日付で新設された路線で、北大泉 - 和光市駅南口間は上石神井営業所の大泉和光線と同一経路だが、光30では時間帯によって和光市駅南口→広沢間が和光市駅入口停留所経由となる便は設定されなかった。2016年（平成28年）3月31日限りで廃止。

### 中井線（一部系統の廃止）
- 宿20-1：西武百貨店前（池袋駅東口） - 目白駅 - 目白五丁目
- 宿20-3：東中野駅 - 中野坂上 - 新宿駅西口

宿20-1は2025年6月1日に、宿20-3は2013年12月16日にそれぞれ廃止された。

### 深夜バス
- 深夜バス：荻窪駅 → 四面道 → 八丁 → 荻窪警察 → 総合荻窪病院前 → 農芸高校 → 上井草駅

2013年4月1日より石神井公園駅まで延長された。
- 深夜バス：成増駅南口 → 光丘高校 → 光が丘団地 → 光が丘七丁目 → 光が丘三丁目 → 光が丘駅

光31の旧経路と同一だが、2012年4月1日の経路変更時に廃止された。
- 深夜バス：光が丘駅 → 光が丘IMA → 光が丘団地 → 光丘高校 → 成増駅南口

現在の光31と同一経路だが、2012年4月1日の経路変更以前は光が丘駅発の深夜バスのみ設定されていた。なお同日以降、光が丘駅から成増方面の深夜バスは設定されていない。

### Midnight S-tarmine（深夜急行バス）

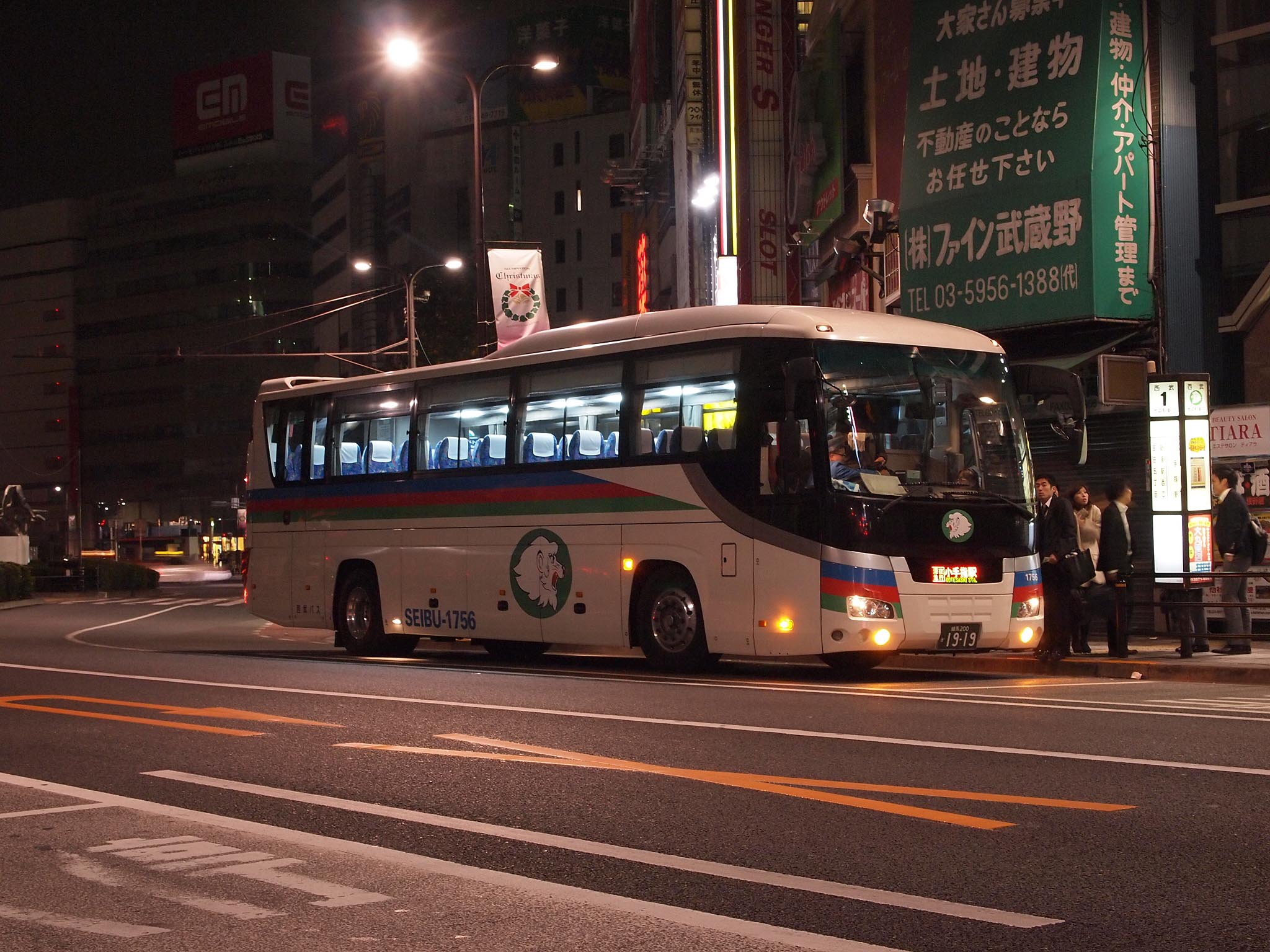
深夜の池袋駅にて客扱い中(1756)

- 深夜急行：池袋駅東口（西武高速バス乗り場） → 谷原二丁目 → 石神井公園駅北入口 → 大泉学園駅 → 南大泉 → 保谷駅 → 保谷小学校 → ひばりヶ丘駅 → 住友重機械工業前 → 北原住宅 → 第三住宅前 → 前沢十字路 → 東久留米総合高校 → 清瀬駅入口 → 中里団地 → 安松 → 市営住宅前 → 所沢駅西口 → 西所沢駅入口 → 新所沢駅西口 → 小手指駅北口

- - 池袋駅東口（西武高速バス乗り場）停留所は乗車のみ。他は全て降車のみ。2021年5月10日改正。

平日（12月30日～1月3日を除く）の西武池袋線終電後に運行している。もとは池袋駅から光が丘経由で保谷駅に至る深夜中距離路線と、池袋駅から小手指駅へ行く深夜急行を一本化したものである。2011年7月までは池袋駅東口25時15分発（小手指駅行き）と25時30分発（清瀬駅入口行き）があり、金曜日の清瀬駅入口行きは小手指駅まで延長されていたが、のちに池袋駅東口25時30分発の小手指駅北口行きのみとなった。乗車は池袋駅東口のみである。
2019年4月1日、保谷駅─ひばりヶ丘駅間の保谷郵便局停留所が、一般路線バスと同様に「保谷小学校」停留所に改称された。
2021年5月10日のダイヤ改正で、「Midnight S-tarmine（ミッドナイトスターマイン）」と愛称が付けられたほか、WEB予約限定による完全座席指定制となった。また、これまでは宿20系統が発車する明治通り上の「西武百貨店前（池袋駅東口）」1番乗り場からの出発であったが、このダイヤ改正で、グリーン大通り上の西武高速バス乗り場からの出発に変更された。なお、途中停留所であった練馬駅（練馬区役所）停留所は廃止された。さらに、池袋駅東口（西武高速バス乗り場）停留所の発車時刻は25時発に改正された。
「Midnight S-tarmine（深夜急行バス）」は、空席がある場合は当日乗車も可能であり、その際は乗車時に行先を告げ、現金もしくは一部ICカードを除いたPASMO・Suica等の交通系ICカードで運賃を支払う。一日乗車券・回数券・バス共通カードでの支払いは出来ない。金額式IC定期券・学トクIC定期券・小学生定期券は有効区間外のため、SF（残高）での支払いとなる。
ダイヤ改正前の2020年春頃から、新型コロナウイルス感染症拡大に伴う需要変動により運休が続いていたが、2021年12月13日25時発（14日1時発）の便より運行が再開された。
運行に必要な要員の確保が困難なため、2024年7月31日25時発（8月1日1時発）の便をもって運行を終了した。

### 高速バス・空港連絡バス
- 大阪梅田線：池袋サンシャインシティプリンスホテル - 阪急梅田 ※阪急バスと共同運行
2008年4月18日をもって撤退し、阪急の単独運行となったが、2012年6月1日廃止。
- 前橋線：池袋駅東口 - 前橋バスセンター ※日本中央バスと共同運行
2005年4月1日に西武が撤退した。これにより日本中央は前橋 - 新宿を単独運行していた路線と、この池袋発着の路線を統合して新宿 - 前橋線を開業した。
- 羽田空港線：光が丘駅 - 成増駅 - 高島平駅 - 羽田空港 ※国際興業バス・京浜急行バスと共同運行
2001年4月20日に運行開始[18] 。1日7往復で、京急が3往復・国際と西武が各2往復を担当した。光が丘駅を起点として成増駅・高島平駅で客扱いを行ったが、2003年4月1日に廃止された。
- 羽田空港線：大泉学園駅 - 長久保 - 和光市駅南口 - 羽田空港 ※東京空港交通と共同運行運行[19]
- 成田空港線：大泉学園駅 - 長久保 - 和光市駅南口 - 成田空港 ※京成バスと共同運行
大泉学園駅北口の再開発工事に伴い、2012年9月16日に石神井公園駅発着に変更となった。
- スカイツリーシャトル和光・志木線：東武新座車庫 - 志木駅南口 - 朝霞台駅南口 - 和光市駅 --- 東京スカイツリータウン ※東武バスウエスト新座営業事務所と共同運行 
2012年12月20日に開業。西武バス側の窓口は新座営業所となっていた。2014年3月31日をもって西武バスは撤退し東武バスウエストのみによる運行となるが、2021年10月1日に廃止された。
- 富山線：バスタ新宿 - 池袋駅東口 - 下落合駅 - 練馬区役所 - 川越的場 --- 黒部 - 魚津 - 滑川 - 西上袋 - 総曲輪 - 富山市役所 - 富山駅 ※富山地方鉄道と共同運行
- 高岡氷見線：バスタ新宿 - 池袋駅東口 --- （関越道・上信越道・北陸道） - 砺波 - 高岡 - 氷見 ※加越能バスと共同運行
前述の通り、2017年5月15日に富山線と高岡氷見線が統合され、富山・高岡・氷見線として運行を開始。
- 新潟線：バスタ新宿 - 池袋駅東口 --- （関越道） - 湯沢 - 三条燕 - 新潟駅前 - 万代シテイバスセンター ※越後交通・新潟交通と共同運行
- 長岡新潟線：バスタ新宿 - 池袋駅東口 - 大宮駅西口 - 川越駅西口 --- （関越道・北陸道） - 長岡駅東口 - 三条燕 - 新潟駅前 - 万代シテイバスセンター - 佐渡汽船ターミナル[20] ※越後交通・新潟交通と共同運行
2017年11月1日に新潟線と長岡新潟線の2路線を合わせた再編が行われ、新たに長岡・新潟線として運行を開始した[21]。
- 長野線： 池袋駅東口 --- （関越道・上信越道） - 上信越道屋代 - おぎのや長野店 - 長野駅前 - 柳原 ※長電バスと共同運行
長野線は京王バス東・アルピコ交通・アルピコ交通東京が運行する路線と競合関係にあった。原則、全便とも化粧室付き3列シート車両で運行された。2019年9月30日出発便をもって西武バスは運行から撤退し、翌10月1日からは長電バスとアルピコ交通東京による運行となった[22][23][24][25]。
- 金沢線： バスタ新宿 - 池袋駅東口 --- （関越道・上信越道・北陸道） - 金沢駅前 ※西日本JRバスと共同運行[注 8]

2020年5月31日をもって西武バスは撤退。西日本JRバスのみの運行となるが2020年12月1日改正で定期運行休止

## 所属車両

### 一般路線車
以前は日産ディーゼル/富士重工業の車両が多く、一部を除き、日産ディーゼル→UDトラックスエンジンに富士重工製または西日本車体工業（西工）製車体、近年は三菱ふそう製エンジン純正車体の車輌が配属されていた。日産ディーゼルのバス製造中止、富士重工業のバス車体製造停止、西日本車体の会社解散で、三菱ふそうトラックバスと、いすゞ、日野自動車/Jバス車体の車両が使われるようになった。日野自動車といすゞの車両は統一モデルで、メーカー表示以外全く同じで、日野ブルーリボンといすゞエルガとされているが、見分けは付かない。日野ブルーリボンハイブリッドも入っているが、下記に記している以前の日野ブルーリボンシティハイブリッドのように、統合前の形状の車両ではなくなり、いすゞエルガと同一形状である。音声機器はクラリオンからレゾナント・システムズ製に変更している。
中型車はノンステップバスが上井草循環線、石神井循環線、石神井成増線、土支田循環線のほぼ全便を担当するが、2018年夏ごろから大型車による中型車の置き換えが始まると、これらの路線にも悪天候時や土休日を中心に大型車が充当されるようになった。
大型車は、ノンステップ車が主に光が丘団地線、谷原線、成増線、ワンステップ車が主に石神井荻窪線（上井草駅経由）荻14で運行されている。CNGノンステップ車（A5-41） は谷原線専用で、2007年2月には練馬で大型ワンステップ車としては最初に投入されたKL-UA452MAN（A1-743）が高野台営業所へ転属したが、車両の補充はされていない。2008年3月、実に30年ぶりとなる日野自動車の大型車（日野・ブルーリボンシティハイブリッド・BJG-HU8JLFP）が導入された。現在は西武総合企画川越営業所に移籍している。
高野台営業所の統合で、練馬営業所には在籍していなかった日産ディーゼルの富士重工業製7Eボディのフルフラットノンステップ車のKC-UA460KAMが転入して来て運行に付いたが、約1年で排ガス規制の影響により廃車された。転入時に練42系統、練高02系統等従来運行されなかった路線に運用に着いた記事が書籍に書かれていた。現在これらは除籍されている。同形式の西武バスの車両と関東バスの車両はディーゼル車であったので、スモークバスターの取り付けを行わないと使用できず、12年経ったので、地方に払い下げたりした。この日産ディーゼル+富士重工7EフルフラットノンステップバスKC-UA460KAM導入時には、西武バス初の本格フルフラットノンステップバス導入記念として京商に依頼し、同車のオリジナル模型を限定作成し、西武バスの営業所で販売した。
土支田循環と練高03は日野・リエッセで運用されていたが廃車となったので、近年は日産ディーゼル+西工の中型車スペースランナーが使用されていたが、下記の通り2020年頃から三菱の大型ワンステップ車が主に使用されており、たまに日野、いすゞ製と三菱製の大型ノンステップ車が使用されている。
2017年8月、西工の中型車（A6-150）の代替としていすゞ自動車製の中型車・エルガミオ（A7-135）が右タンク仕様で導入された。
2022年現在は、中型車であるスペースランナーRMを大型短尺のLV290やHL2Aで置き換える動きが続いている。このため、中型車指定路線であった土支田循環線や井荻線も大型車での運用が多くなっている。

### 高速車
在籍車のほとんどが日産ディーゼル・スペースウィングで、製造年次により富士重工車体と西日本車体工業車体の車両が在籍している。2006年からはいすゞ2代目ガーラもが導入されている。金沢・氷見・富山線は3列シート車29人乗り（計12台）、高田・新潟・長野線は4列シート車34人乗りが使用される。ガーラのうち3台は、大泉学園駅 - 羽田空港・成田空港間の西武バス担当便新設に合わせて、所沢営業所から移籍している。42人乗りは石神井公園駅 - 羽田空港線、深夜急行に兼用で使用されている。
近年、車体更新や新車導入の際に、従来のライオンズカラーからレジェンドブルー一色塗装に変更された車両も存在する。